# Hebius celebicus
Hebius celebicus (сулавесійський вуж) — вид змій родини полозових (Colubridae). Ендемік Індонезії.

## Поширення і екологія
Сулавесійські вужі мешкають на Сулавесі та на острові Санана в групі островів Сула. Вони живуть у вологих тропічних лісах, поблизу струмків. Зустрічаються на висоті до 1700 м над рівнем моря.

## Збереження
МСОП класифікує стан збереження цього виду як близький до загрозливого. Hebius celebicus загрожує знищення природного середовища.